# أكر
الآكر أو الفدان الإنجليزي (بالإنجليزية: acre) هي وحدة مساحة تستخدم في نظامي وحدات القياس الإمبراطورية ووحدات القياس العرفية الأمريكية. تستخدم عادة لقياس مساحة الأرض ويقابلها في العربية الفدان. يعرف الأكر تقليدياً بأنه مساحة عرضها سلسلة chain واحدة وطولها فرلنغ furlong واحد (أي 66 × 660 قدم). ويساوي كل 1 أكر بالضبط 43560 قدم مربع، أو 4047 متر مربع, ويعادل 40% من مساحة الهكتار, والاستخدام الأكثر شيوعا للأكر هو قياس مساحات من الأراضي.
إن جميع وحدات القياس أو الحجم الحديثة المعترف بها دوليا للأكر الواحد هو 4840 ياردة مربعة أو 43560 قدم مربع، وهناك تعريفات بديلة للمساحة، وجاء قياس الأكر الذي يعتمد على المساحة في الأصل، على المفهوم أن ال أكر في قياس الأرض كان يقاس المسافة بين الثور والمحراث الذين كان يستخدمان في حرث الأرض قديما. أما عن التعريف الدقيق الآن هو أن كل مربع واحد أكر يضم ما يقرب من 208 قدم و 9 بوصات (63.6 متر) .

## التسمية
كلمة أكر مشتق من اللغة الإنجليزية القديمة (Acre) (æcer) ومعناها بالأصل الحقل المفتوح، ويشابه الكلمة باللغة النرويجية "ækre" ومعناها الساحل والسويدية "åker"، الألمانية Acker، واللاتينية ager واليونانية (αγρος agros).
يوجد لكلمة أكر أصل باللغة العربية وهي بمعنى الحرث والحفر ومنه قول أبو جهل لابن مسعود: فلو غير أكّار قتلني ؟! أي فلاح.

## التاريخ
قبل سن النظام المتري، كانت بلدان أوروبا تستخدم العديد من وحدات القياس الخاصة بها في المساحة وكان لكل منها وحدة قياس الأكر مختلفة في الحجم والقيمة، فعلى سبيل المثال، كان الأكر الفرنسي قديماً يساوي حوالي 4221 متر مربع، في حين أنه في ألمانيا كان لكل ولاية ألمانية حجم وقيمة وحدة قياس الأكر مختلفة عن الأخرى. أما في المملكة المتحدة فقد أصدرت القيم القانونية للأكر من قبل الملوك إدوارد الأول، إدوارد الثالث، هنري الثامن، جورج الرابع وأخيراً الملكة فيكتوريا والتي صدر في عهدها قانون الأوزان والمقاييس البريطانية عام 1878، الذي عرّف الأكر بأنه المساحة المساوية لـ 4840 ياردة مربعة (4046.856 متر مربع). وكان الأكر يعرف أنه وحدة القياس للعقارات والأراضي مهما بلغ كبرها أو صغرها. على سبيل المثال، يقال إن أحد ملاك الأراضي الخاصة يملك 32000 أكر من الأراضي، وليس 50 ميلاً مربعاً من الأراضي.

## أنظر أيضَا
آكر قدم